# Fantasy Wars
Fantasy Wars (tiếng Nga: Кодекс Войны; tiền thân là Mythic Wars) là một game chiến thuật theo lượt do hãng Ino-Co phát triển và 1C Company phát hành qua GamersGate vào ngày 2 tháng 10 năm 2007. Fantasy Wars có tới bốn chủng tộc chơi được (người, orc, elf và dwarf). Câu chuyện chơi đơn gồm ba phần chiến dịch, diễn ra trên một loạt bản đồ hình lục giác mang tính chiến thuật. Trò chơi sử dụng một game engine 3D và gồm cả những tính năng của lối chơi nhập vai như điểm kinh nghiệm và kỹ năng.
Fantasy Wars được GamersGate và GOG phân phối điện tử và Nobilis France phát hành ở châu Âu. Trò chơi được hãng Paradox Interactive phân phối tại Scandinavia và ở Bắc Mỹ bởi Atari.
Vào tháng 4 năm 2008, Paradox Interactive đã công bố một phần tiếp theo cho Fantasy Wars với tựa đề Elven Legacy. Elven Legacy được phát triển bởi 1C:Ino-Co và được phát hành vào tháng 4 năm 2009.